# Titelbeschrijving
Een titelbeschrijving of bibliografisch record is een overzicht van de belangrijkste gegevens van een specifieke informatiebron, opgesteld volgens regels, ten behoeve van informatiesystemen als bibliografieën en catalogi. 

## Regels voor beschrijving
Het correct beschrijven van informatiebronnen als boeken, tijdschriften, bladmuziek, prenten en websites is belangrijk omdat deze daarmee eenduidig geïdentificeerd en daardoor gevonden kunnen worden om vervolgens gebruikt te worden voor bijvoorbeeld onderzoek. Van elke mogelijke informatiebron kan een beschrijving gemaakt worden. 
Bij het maken van titelbeschrijvingen voor een goed werkend informatiesysteem is het noodzakelijk om ieder onderdeel op een vastgestelde manier te noteren in een bepaald veld binnen een van tevoren opgesteld kader. Op basis van deze velden kunnen vervolgens indexen samengesteld worden, wat het terugvinden van iedere beschrijving op ingangen als bijvoorbeeld auteur, titel of trefwoord mogelijk maakt. Het gegeven dat de informatie in een bepaald veld altijd een bepaald aspect weerspiegelt, maakt de informatie machine leesbaar en tot op zekere hoogte taal-onafhankelijk. Dit is belangrijk voor computernetwerken omdat de gegevens daarmee efficiënt gedeeld, uitgewisseld en gepresenteerd kunnen worden. Door het digitaal worden van informatie, is de uniformering van de regels voor titelbeschrijving steeds belangrijker geworden omdat verschillen in regels voor titelbeschrijving binnen informatiesystemen de automatische uitwisseling of vergelijking van gegevens lastig maken. 
De elementen van een titelbeschrijving worden ook wel metadata genoemd, oftewel overkoepelende informatie over gegevens. Het proces van opstellen, uitwisselen en behouden van titelbeschrijvingen, wordt metadata-beheer genoemd. Als het proces uitgevoerd wordt in het kader van het maken van bibliografieën of catalogi, dan wordt dit bibliografische controle genoemd.